# Пайлът Рок (град, Орегон)
Пайлът Рок (на английски: Pilot Rock) е град в окръг Юматила, щата Орегон, САЩ. Пайлът Рок е с население от 1532 жители (2000) и обща площ от 2,1 km². Намира се на 499 m надморска височина. ЗИП кодът му е 97868, а телефонният му код е 541.